# Replikant (2006.)
Replikant (eng. A Scanner Darkly) - američki znanstvenofantastični triler iz 2006. koji je režirao Richard Linklater prema romanu Čitač tmine Philipa K. Dicka. Film govori o identitetu i obmani u bliskoj budućnosti, koja je stalno pod agresivnim visokotehnološkim policijskim nadzorom usred epidemije ovisnosti o drogi. Film je bio snimljen digitalno i zatim animiran upotrebom rotoskopa preko originalnih snimaka, dajući mu specifičan izgled.
Scenarij za film je također napisao Richard Linklater, a u njemu glume Keanu Reeves, Winona Ryder, Woody Harrelson, Robert Downey, Jr. i Rory Cochrane.  Steven Soderbergh i George Clooney su među izvršnim producentima. Replikant je prikazan na festivalu u Cannesu i na Internacionalnom filmskom festivalu u Seattleu 2006., te nominiran za nagradu Hugo za najbolji dramski uradak (dugu formu) 2007.

## Radnja
Amerika je izgubila borbu s drogama; mnogo je ljudi postalo ovisno o jakoj drogi pod nazivom Tvar D, koja izaziva bizarne halucinacije. Kao odgovor na to, vlada je razvila agresivni, visokotehnološki nadzorni sustav i mrežu doušnika.
Bob Arctor je detektiv kojem je zadatak infiltrirati se među prodavače droge. Arctor i njegovi cimeri, Luckman i Barris, žive u zapuštenoj kući u predgrađu Anaheima. Provode dane drogirajući se i vodeći duge, paranoidne razgovore. U policijskoj postaji Arctorovo kodno ime je Fred i čuva svoju privatnost noseći tzv. multi-odijelo koje stalno mijenja njegov izgled. Arctorov nadređeni Hank i svi ostali detektivi također nose specijalna odijela.
Arctor postane ovisan o drogi, i također se sprijatelji s Donnom, ovisnicom o kokainu; ona je njegov dobavljač. Arctor se nada da će kupiti dovoljno veliku količinu droge od Donne, što bi je prisililo da ga upozna sa svojim dobavljačem, ali se i zaljubi u nju. Donna ne želi imati odnose s njim pa se Barris pita o prirodi njihove veze.
Hank naredi Fredu da pojača nadzor nad grupom. Sugerira mu da se usredotoči na nadzor kolovođe Arctora, tj. da špijunira samoga sebe. U međuvremenu opravdana paranoja Arctorovih cimera dosegne ekstremne razmjere, te ga počne brinuti isto što i njih. Barris potajno odlazi na policiju i prokaže Donnu i Arctora kao teroriste; nesvjesno kaže tu informaciju Arctoru u policijskoj postaji, koji se nalazi na njegovom saslušanju u multi-odijelu.
Arctorovo dugotrajno uzimanje droge oštetilo mu je mozak, čime on sve brže gubi svoj identitet, i više ne shvaća da su Fred i Arctor jedna te ista osoba.
Nakon što Barris preda policiji lažnu snimku koja navodno potvrđuje ono što je rekao o Donni i Arctoru, Hank naredi da Barrisa zadrže pod sumnjom da je davao lažne informacije. Nakon njegovog uhićenja Hank otkriva Fedu da je otkrio njegov pravi identitet pomoću eliminacije. Fred je iznenađen kad otkrije da je on ustvari Arctor i postane dezorijentiran. Hank mu također otkrije da je pravi cilj nadzora bio da ulove Barrisa, a ne njega; policija je sumnjala u to da je Barris umiješan u nabavu droge, pa su namjerno povećavali njegovu paranoju sve dok nije pokušao sakriti svoje tragove. Hank ukori Arctora zbog uzimanja droge i upozori ga da će mu izreći disciplinske mjere.
Dok Arctor doživljava nervni slom u uredu, Hank nazove Donnu i zatraži od nje da odveze Arctora u "Novu stazu", korporaciju koja vodi klinike za rehabilitaciju. Nakon što Arctor izađe iz ureda, Hank ulazi u svlačionicu i skine odijelo, otkrivajući svoj pravi identitet - riječ je o Donni. U klinici Arctor pati od simptoma odvikavanja od droge, uključujući još veće oštećenje mozga.
Nešto kasnije Donna, pravog imena Audrey, priča s kolegom Mikeom o Arctorovom slučaju i iz razgovora se dozna da je kompanija odgovorna za proizvodnju i distribuciju Tvari D; ironija je u tome što se za njihove usjeve brinu bivši ovisnici jer su izgubili razum i može im se vjerovati da neće otkriti njihovu tajnu. Audrey i Mike su dio policijske akcije kojom se nastoje infiltrirati u "Novu stazu", a Arctor je izabran, bez svog znanja, da izvede tajnu operaciju. Policija je namjeravala Arctora navući na drogu; njegovo je zdravlje žrtvovano da bi ušao u rehabilitacijski centar neprimjećeno poput pravog ovisnika. Raspravljaju o tome da li će se njegov um dovoljno oporaviti da shvati situaciju i vrati se s dokazom. 
"Nova staza" pošalje Arctora na rad u izolirani zatvor s farmom, gdje on primijeti redove plavog cvijeća skrivenog među kukuruzom. To je cvijeće izvor Tvari D. U zadnjim scenama filma Arctor sakrije plavi cvijet u svoju čizmu, tako da ga, kad se vrati u kliniku za Dan domovinske zahvalnosti, može pokloniti svojim prijateljima.

## Odjavnica
U odjavnoj špici se pojavljuje skraćena verzija završne riječi Dickovog romana, u kojoj on navodi imena ljudi koje je poznavao, a koji su pretrpjeli trajna fizička ili mentalna oštećenja (oštećenje mozga, gušterače, psihoza, itd.) ili umrli kao posljedica uzimanja droge. Dick navodi i svoje vlastito ime: "Phil", žrtva trajno oštećene gušterače.
Linklater dodaje još jedno ime u odjavnoj špici i posvećuje film uspomeni Louisu H. Mackeyu, utjecajnom profesoru filozofije na teksaškom sveučilištu u Austinu; pojavio se u dva Linklaterova prethodna filma. Preminuo je 2004.

## Uloge
- Keanu Reeves - Bob Arctor / Fred / Bruce. Arctor je detektiv koji radi u lokalnoj policijskoj postaji. Trudi se uklopiti među cimere Barrisa i Luckmana, te tijekom toga postane ovisan o drogi. Kako film napreduje, Arctor sve više pati od posljedica drogiranja, a njegov um se toliko slomi da više ne može razlikovati zbilju od fikcije. Kao Fred, on nosi multi-odijelo da sakrije svoj pravi identitet. U klinici za rehabilitaciju dobije ime Bruce i podvrgnut je terapiji.
- Robert Downey, Jr. - James Barris. Barris je ovisnik koji živi s Arctorom i Luckmanom. Barris manipulira drugim članovima grupe i čini se da ima skrivene razloge.
- Woody Harrelson - Ernie Luckman. Luckman je ovisnik koji živi s Arctorom i Barrisom. On je najopušteniji član grupe.
- Rory Cochrane - Charles Freck. Freck je ovisnik koji živi u vlastitom stanu i druži se s grupom. Freck je uzimao drogu ili češće ili duže od ostalih. Na početku filma ga vidimo kako pati od ozbiljnih nuspojava uzimanja droge. Mentalno se slomi brže od drugih i pokuša se ubiti. Ne uspije i biva primljen u "Novu stazu" na rehabilitaciju.
- Winona Ryder - Donna Hawthorne / Audrey / Hank. Donna je sitni diler koji opskrbljuje Arctora drogom. Pretkraj filma se otkrije da je ona ustvari detektivka pravog imena Audrey, koja se predstavlja kao Arctorov nadređeni Hank. Također nosi multi-odijelo da prikrije svoj pravi identitet.

## Produkcija
Prvobitno se Richard Linklater bavio zamisli da adaptira roman Philipa K. Dicka Ubik, ali je odustao jer nije mogao dobiti prava i "u potpunosti ga dešifrirati". 
Počeo je razmišljati o Čitaču tmine dok je razgovarao s producentom Tommyjem Pallottom tijekom snimanja animiranog filma Probuđeni život. Linklateru se Čitač tmine sviđao više od Ubika i mislio je da može napraviti film od njega. Prema Linklateru, bio je izazov uhvatiti "humor i veselje knjige, ali ne napustiti tužno i tragično". 
Linklater nije bio zainteresiran za to da pretvori knjigu u visokobudžetni akcijski triler, kako se radilo u prošlosti, jer je mislio da "priču pokreću ti tipovi i ono što rade u svojem alternativnom svijetu i ono što se događa u njihovim umovima". Želio je da budžet ostane ispod 10 milijuna dolara tako da ima više kreativne slobode, ostane vjeran knjizi i napravi animirani film.
Nakon što je dovršio Rock'n'roll školu, Linklater je rekao Pallotti da je sljedeće što želi napraviti adaptacija romana Čitač tmine. Bilo mu je važno da Dickovi nasljednici odobre njegov film. Pallota je napisao osobnu molbu i opisao vjernu adaptaciju romana Russu Galenu, Dickovom književnom agentu koji je upravljao njegovom ostavštinom zajedno s njegovim kćerima Laurom Leslie i Isom Hackett. 
Dickove kćeri nisu bile oduševljene "animiranom verzijom" romana. Nakon visokobudžetnih adaptacija očevih romana, Specijalnog izvještaja i Isplate, preuzele su aktivniju ulogu u procjeni svakog prijedloga za film, uključujući neobične projekte poput Linklaterovog. Pročitale su njegov scenarij i zatim se susrele s njim da razmotre svoja pojedinačna gledišta. Smatrale su da je roman jedna od najosobnijih očevih priča i svidjelo im se što Linklater neće površno obraditi temu droga, što je želi smjestiti u blisku budućnost i snimiti odmah.

### Izbor uloga
Za dvostruke uloge Arctora i Freda Linklater je želio angažirati Keanua Reevesa, ali je pretpostavio da će glumac biti iscrpljen nakon trilogije The Matrix. Roberta Downeya Jr. je film privukao kad je čuo da će Reeves imati ulogu, a Linklater režirati. Mislio je da je scenarij najčudniji koji je ikad pročitao. Linklater je napisao ulogu Frecka imajući na umu Roryja Cochranea. Glumac je bio zainteresiran, ali nije htio ponavljati svoju ulogu iz filma Munjeni i zbunjeni. Woody Harrelson i Winona Ryder su pristali pojaviti se u filmu zbog scenarija. Reeves i Ryder su pristali raditi za standardnu plaću prema SAG-u (Udruzi filmskih i televizijskih glumaca) plus bilo koji konačni profit. Kao i u Linklaterovom ranijem filmu, Probuđeni život, sindikalni radijski voditelj Alex Jones je imao manju cameo ulogu.

### Početak snimanja
Linklater je okupio ekipu radi dvotjednih proba u Austinu prije početka snimanja. Rezultat je bio mješavina Linklaterovog pisanja, romana i prinosa glumaca. Da se pripremi za ulogu, Cochrane je osmislio svoj lik pet minuta prije nego što su započeli s radom; Downey Jr. je memorirao svoj dijalog zapisujući ga u opkoračenjima, proučavajući ih i zatim ih pretvarajući u akronime; Reeves se oslanjao na knjigu, označavajući svaku scenu u scenariju s odgovarajućom stranicom u romanu.
Snimanje je započelo 17. svibnja 2004. i trajalo šest tjedana. Arctorova kuća se nalazila u krugu Eric na jugoistoku Austina. Bivši stanari su napustili kuću mjesec dana ranije pa je scenograf Bruce Curtis morao napraviti nekoliko preinaka da izgleda kao da je napuštena. Filmaši su razgledali 60 kuća prije nego što su se odlučili za nju. Linklater je snimio eksterijer u Anaheimu i zatim ga montirao u snimke Austina u postprodukciji. Budući da su snimke žive akcije bile animirane kasnije, šminka, osvjetljenje i vidljiva oprema, npr. mikrofoni, bili su manja briga. Međutim, snimatelj Shane Kelly je pažljivo složio snimke i upotrijebio boje imajući na umu animatore. Ponekad bi se sami animatori pojavili na snimanju da mu kažu što im treba. Zato što se film snimao digitalno i zatim animirao, glumci su ponekad zaboravljali da će kasnije biti animirani. Robert Downey Jr. je rekao da je sasvim zaboravio na to dok je snimao nekoliko kadrova da dobije prsten dima koji se pojavljuje u prvom Barrisovom krupnom planu.
Snimke sa snimanja filma prikazane su u britanskom dokumentarcu o Richardu Linklateru koji je režirao Irshad Ashraf i koji je emitiran na britanskom Kanalu 4 u prosincu 2004.

### Animacija
Nakon snimanja s glumcima, film je bio prebačen u QuickTime radi 15-mjesečne animacije, tzv. rotoskopije. Replikant je bio snimljen digitalno kamerom Panasonic AG-DVX100 i zatim animiran programom za montažu Rotoshop, kojeg je stvorio redatelj i režiser Bob Sabiston. Rotoshop koristi tehniku animiranja pod nazivom interpolirani rotoskop, kojeg je ranije upotrijebio Linklater u filmu Probuđeni život. Linklater je govorio o idejama i inspiraciji za uporabu rotoskopa u britanskom dokumentarcu 2004., povezujući ga s osobnim iskustvom lucidnih snova. Rotoskopija u tradicionalnoj celuloidnoj animaciji izvorno uključuje iscrtavanje filma sličicu po sličicu. To je unekoliko nalik rotoskopiji filmaša Ralpha Bakshija. Animacija uz pomoć Rotoshopa rabi vektorske ključne okvire i interpolira međuokvire automatski.
Proces animacije je bio pokusni proces za Linklatera koji je rekao: "Znam kako napraviti film, ali zapravo ne znam kako manipulirati animacijom." Okrenuo se animaciji zato što je mislio da nema puno animiranih filmova za odrasle.

### Problemi u postprodukciji
Prvobitno se film trebao pojaviti u rujnu 2005. Većina je animatora bila angažirana lokalno, a samo ih je nekoliko imalo iskustva u snimanju filmova. Nakon šest tjedana animiranja, samo je nekoliko animiranih sekvenci bilo blizu završetku dok je Linklater snimao Bears zločestu ekipu. Sabiston je podijelio posao između pet timova animatora. Međutim, timovi nisu međusobno dobro komunicirali pa animacija kakvu je želio Linklater nije bila ujednačena. Nakon gotovo dva mjeseca neki su animatori još uvijek učili kako se koristiti softverom, te je Linklater postao frustriran sporošću napretka.
Animacija i obuka 30 novih umjetnika započeli su 28. listopada 2004. Krajem studenog je Mark Gill, čelnik Warner Independent Picturesa, zatražio izvještaj o napretku. Nije bilo dovršenih sekvenci jer je većina animatora još uvijek učila kako implementirati iznimno detaljan stil filma. Neki animatori su pod pritiskom dva tjedna radili 18 sati dnevno kako bi napravili najavu, što je, izgleda, umirilo Gilla i Linklatera. Sabiston i njegov tim su zaostajali za šestomjesečnim rasporedom animacije studija pa su zatražili da se rok produži na godinu dana, i, shodno tome, uveća proračun. To je dovelo do napetosti i u siječnju 2005., dok su Sabiston i njegov četveročlani tim bili odsutni, Pallotta je promijenio brave, zaplijenio njihove radne postaje i zamijenio ih dvama lokalnim umjetnicima, Jasonom Archerom i Paulom Beckom. Sabistonovim članovima tima, Patricku Thorntonu, Randyju Coleu, Katy O'Connor i Jennifer Drummond su kasnije pripisane zasluge "dodatne animacije" u filmu, iako su radili šest mjeseci dizajnirajući opći izgled animacije, 3D efekata i multi-odijela, angažirajući i obučavajući animatore.
Studio je povećao proračun sa 6.7 na 8.7 milijuna dolara i dao Linklateru rok od šest mjeseci da dovrši film. Pallotta je preuzeo nadzor i uspostavio tradicionalnu diznijevsku produkcijsku radnu etiku koja je uključivala priručnik za stil, stroge rokove i rastavljanje filma na manje segmente. Proces animacije je trajao 15 mjeseci. U svezi s problemima u postprodukciji Linklater je izjavio: "Ovdje ima puno dezinformacija... Promjene koje su se dogodile tijekom ranijih faza su povezane s menadžmentom, a ne s umjetnošću. Bilo je to pitanje proračuna, u biti."
Zatvorena projekcija u prosincu 2005. je prošla dosta dobro. Novi datum premijere je bio 31. ožujka 2006., ali Gill je smatrao da neće biti dovoljno vremena da se organizira dobra promotivna kampanja, te je datum premijere bio promijenjen u 7. srpnja, u isto vrijeme kad su se trebali pojaviti Pixarovi Auti i Pirati s Kariba: Mrtvačeva škrinja.

## Prijem

### Uspjeh na kinoblagajnama
Replikant se počeo prikazivati u 17 kinodvorana i zaradio 391,672 dolara, za svaku dvoranu u prosjeku 23,039 dolara. Film je napredovao sljedećih tjedana, ali je u konačnici zaradio milijun manje od produkcijskog proračuna koji je iznosio 8,7 milijuna: zaradio je 5.5 milijuna u Sjevernoj Americi i 2.1 milijun u svijetu.

### Kritike
Manohla Dargis iz The New York Timesa je napisala da film "ima neku vrstu hipnotičke vizualne privlačnosti". 
Carina Chocano iz Los Angeles Timesa smatrala je da je film "privlačan" i napisala: "briljantnost [filma] je u tome kako sugerira, bez bombastičnosti i fanfara, načine u kojima je stvarni svijet počeo nalikovati tamnom svijetu stripova". 
U svojem osvrtu za Village Voice, James Hoberman je napisao: "Posebnost Linklaterove animacije, računalne rotoskopije u stilu njegovog Probuđenog života iz 2001., je u opipljivosti dickijevskih labirinata", te pohvalio glumu Roberta Downeya Jr.-a: "Na pola puta u 2006., ova sporedna uloga je ta koja pobjeđuje u godini u kojoj, čini se, američki film pobjeđuje." 
Andrew Sarris, iz The New York Observera: "Gdin Linklater se opet pojavljuje kao austinski auteur par excellence". 
Kim Newman iz Empirea je dala filmu četiri od pet zvjezdica i napisala: "mora ga se pogledati zbog njegove inteligencije". U kritici za Washington Post Desson Thompson je napisao: "Linklaterov proces rotoskopije naglašava ovaj ozbiljni novi svijet s pop art jezovitošću. Njegov efekt koji dramatično prigušuje vrhunske histrionske izvedbe ipak ne narušava suptilnije elemente... stišće sve u jednoličnu noćnu moru."
Entertainment Weekly je dao filmu ocjenu "C-", a Owen Gleiberman nije bio impresioniran: "zabavnije je razmišljati o njemu nego ga iskusiti", i smatrao da radnja filma "nikuda ne vodi". 
Peter Bradshaw je napisao za The Guardian: "Film često iznenađuje i zabavlja, ali pitanje o tome što se dovraga događa, i zašto, nikad nije u potpunosti odsutno u vašem umu." 
Jack Mathews je u osvrtu za The New York Daily News film nazvao "mračnom intrigantskom pričom punom dijaloga". Rotten Tomatoes je dao filmu ocjenu 69%, na temelju 174 kritike, s prosječnom ocjenom 6.6 od 10. 
Osvrti na Metacriticu, 73% na temelju mišljenja 33 kritičara, smatraju se "općenito povoljnim".

### Kućna izdanja
DVD se pojavio u Sjevernoj Americi 19. prosinca 2006., a u Velikoj Britaniji 22. siječnja 2007. Dodaci uključuju najavu, animiranu priču "Weight of the Line", kratki dokumentarac o snimanju filma "One Summer in Austin", audio komentare glumca Keanua Reevesa, redatelja Richarda Linklatera, producenta Tommyja Pallote, autora Jonathana Lethema i Ise Dick Hackett, kćeri Philipa K. Dicka. Entertainment Weekly je smatrao da su komentari "ljubazni i besciljni", ali da je dodatak o rotoskopiji "puno živahniji".

## Daljnje čitanje
- Bradshaw, Nick, Lost in the Loop: Richard Linklater's A Scanner Darkly replicates Philip K. Dick's druggy dystopia, Sight & Sound, kolovoz 2006., god. 16. br. 8, str. 40-43, British Film Institute
- Mayshark, Jesse Fox, Richard Linklater, u: Post-pop Cinema: The Search for Meaning in New American Film, Praeger Publishers, 2007., ISBN 0-275-99080-X
- Smith, Gavin, A Scanner Darkly and Fast Food Nation: two sides of the American nightmare, Film Comment, srpanj/kolovoz 2006., god. 42, br. 4, str. 26-31, ISSN 0015-119X